# Edward Gardère
Edward Gardère (n. 25 februarie 1909, Gérardmer⁠(d), Lorraine⁠(d), Franța – d. 24 iulie 1997, Buenos Aires, Argentina) a fost un scrimer francez, medaliat olimpic. A participat la 2 ediții ale Jocurilor Olimpice (1932, 1936) în care a câștigat o medalie de argint.